# Просторова законодавча колізія
Просторова колізія в правових нормах — це колізія, що виникає внаслідок претендування норм правових систем різних держав або територій, на врегулювання одних і тих самих правових відносин. У просторовій колізії перебувають правові норми, які існують незалежно одна від одної, у межах різних систем права та законодавства.
Природа просторових колізій кардинально відрізняється від природи темпоральних, змістовних чи ієрархічних колізій. У випадку наявності темпоральної, змістовної чи ієрархічної колізії суб'єкт правозастосування здійснює вибір між правовими нормами, які існують у межах однієї системи права та системи законодавства.

## Причини виникнення просторових колізій
Причинами виникнення просторових колізій є характер існування правовідносин у просторі. Якийсь з елементів правовідносин може перебувати в сфері іншої юрисдикції ніж решта. Також правовідносини можуть відбуватися в межах різних юрисдикцій, зокрема, можуть початися на одній території, продовжитися на іншій, припинити свою дію на третій. Наприклад, людина скоїла правопорушення в одній адміністративно-територіальній одиниці, потім правопорушення продовжилося на території іншої адміністративно-територіальної одиниці, завершилося на території третьої. Норми, що передбачають відповідальність за це триваюче порушення, в кожній з вказаних адміністративно-територіальних одиниць по-різному його кваліфікують.
Колізійні норми, спрямовані на вибір національного права, що підлягає застосуванню в таких випадках, складають підсистему так званого міжнародного приватного права. Подібні норми можуть використовуватися і для подолання внутрішньодержавних просторових колізій.
В міжнародному приватному праві колізія законів зводиться, по суті, до проблеми вибору права, яке належить застосовувати до того чи іншого правовідношення. Характер норм, які стикаються, значення не має.
Можна навести наступний приклад просторової колізії. Француз, що проживає в Англії, помер, залишивши заповіт на нерухомість, яка знаходиться у Франції, на користь англійця. Цей заповіт недійсний за французькими законами, а успадковувати буде французький громадянин. Постає питання: у межах якої правової системи (Англії чи Франції) повинно вирішуватися питання успадкування нерухомості. Вирішивши проблему вибору правової системи (системи права, законодавства), не виникає проблем із застосуванням конкретних правових норм, спрямованих на врегулювання відносин спадкування.
Важливе значення з точки зору з'ясування правової природи колізій має їх поділ у залежності від впливу на суспільні відносини. За цим критерієм виділяють позитивні (доброякісні) та негативні (шкідливі) колізії.

## Способи переборення та усунення просторових колізій
Способи усунення — повне звільнення від колізій у процесі законодавчої діяльності, їх ліквідація.
Способи усунення колізій:
1) скасування одного (або кількох) колізійних актів;
2) внесення змін у нормативно-правовий акт;
3) прийняття нової норми (або нормативно-правового акта);
4) судовий розгляд (визнання судом — Конституційним судом та адміністративними судами — нормативного акта таким, що не відповідає акту вищої юридичної сили);
Способи подолання колізій- подолання — тимчасове вирішення колізій із застосуванням визначеної правової норми, проте без остаточного зняття суперечностей між ними (колізія між нормами не зникає).
1) використання колізійних норм;
2) тлумачення законодавчих актів, особливо коли вибір між нормами неможливо зробити на підставі колізійних норм;
3) застосування загальних правил подолання колізій: темпоральної (часової), ієрархічної (субординаційної), змістової, змішаної, види колізій в законодавстві і загальні правила їх подолання:

## Принципи розв'язання
Закон місця знаходження речі («Lex rei sitae») — відповідає на статутні питання:
— обсяг речових прав;
— порядок їх виникнення та припинення речових прав;
— яке майно може бути об'єктом речового права (право власності),
— визначає обсяг дозволених речових прав третіх осіб.
Ст. 38 ЗУ Про міжнародне приватне право від 23.06.2005 № 2709-IV
1. Право власності та інші речові права на нерухоме та рухоме майно визначаються правом держави, у якій це майно знаходиться, якщо інше не передбачено законом.
2. Належність майна до нерухомих або рухомих речей, а також інша класифікація майна визначаються правом держави, у якій це майно знаходиться.
Ст. 39 ЗУ Про міжнародне приватне право від 23.06.2005 № 2709-IV
1. Виникнення та припинення права власності та інших речових прав визначається правом держави, у якій відповідне майно перебувало в момент, коли мала місце дія або інша обставина, яка стала підставою для виникнення або припинення права власності та інших речових прав, якщо інше не передбачено законом або міжнародним договором України.
2. Право, яке застосовується до виникнення та припинення права власності та інших речових прав, що є предметом правочину, визначається відповідно до частини першої цієї статті, якщо інше не встановлено за згодою сторін. Вибір права сторонами правочину не зачіпає прав третіх осіб.
3. Виникнення права власності внаслідок набувальної давності визначається правом держави, у якій майно знаходилося на момент спливу строку набувальної давності.
Ст. 40 ЗУ Про міжнародне приватне право від 23.06.2005 № 2709-IV
1. Право власності та інші речові права, відомості про які підлягають внесенню до державних реєстрів, визначаються правом держави, у якій це майно зареєстровано.
Ст. 41 ЗУ Про міжнародне приватне право від 23.06.2005 № 2709-IV
1. Право власності та інші речові права на рухоме майно, що за правочином перебуває в дорозі, визначаються правом держави, з якої це майно відправлене, якщо інше не встановлено за згодою сторін.
Ст. 42 ЗУ Про міжнародне приватне право від 23.06.2005 № 2709-IV
1. Захист права власності та інших речових прав здійснюється на вибір заявника відповідно до права держави, у якій майно знаходиться, або відповідно до права держави суду.
2. Захист права власності та інших речових прав на нерухоме майно здійснюється відповідно до права держави, у якій це майно знаходиться.
3. Захист права власності та інших речових прав, які підлягають державній реєстрації в Україні, здійснюється відповідно до права України.
Закон, обраний особами, що укладають угоду («Lex voluntatis», принцип автономії волі) — закон, якому сторони підкорили свої правовідносини.
Ст. 5 ЗУ Про міжнародне приватне право від 23.06.2005 № 2709-IV
1. У випадках, передбачених законом, учасники правовідносин можуть самостійно здійснювати вибір права, що підлягає застосуванню до змісту правових відносин.
2. Вибір права згідно з частиною першою цієї статті має бути явно вираженим або прямо випливати з дій сторін правочину, умов правочину чи обставин справи, які розглядаються в їх сукупності, якщо інше не передбачено законом.
3. Вибір права може бути здійснений щодо правочину в цілому або його окремої частини.
4. Вибір права щодо окремих частин правочину повинен бути явно вираженим.
5. Вибір права або зміна раніше обраного права можуть бути здійснені учасниками правовідносин у будь-який час, зокрема, при вчиненні правочину, на різних стадіях його виконання тощо. Вибір права або зміна раніше обраного права, які зроблені після вчинення правочину, мають зворотну дію і є дійсними з моменту вчинення правочину, але не можуть:
1) бути підставою для визнання правочину недійсним у зв'язку з недодержанням його форми;
2) обмежити чи порушити права, які набули треті особи до моменту вибору права або зміни раніше обраного права.
6. Вибір права не здійснюється, якщо відсутній іноземний елемент у правовідносинах.
Закон місця вчинення акту («Lex loci actus») — застосування права тієї держави на території якої вчинений приватноправовий акт. Це форма встановлення статуту правовідносин, не відсилає, а встановлює форму. В залежності від того про який акт йдеться ця загальна формула має 4 підвили:
+ Закон місця здійснення договору («lex loci contractus») — використовується для врегулювання зобов'язань, які витікають з договору. Укладання договору між відсутніми сторонами шляхом пересилки договору втрачає реальний фізичний в'язок з територією якоїсь держави. Так місцем укладання договору із фізичної категорії перейшло у юридичну категорію і по різному вирішується. У державах континентального права — акт здійснюється у момент й у місці отримання акцепту оферентом, в державах загального права(Анг. США) — у момент і місці відправлення акцепти (концепція поштової скриньки).
+ Закон місця вчинення угоди, що визначає її форму («Locus regis actum») — повністю існує в державах загального права, в державах континентального права — в тій чи іншій формі.

Ст. 31 ЗУ Про міжнародне приватне право від 23.06.2005 № 2709-IV.
1. Якщо інше не передбачено законом, форма правочину має відповідати вимогам права, яке застосовується до змісту правочину, але достатньо дотримання вимог права місця його вчинення, а якщо сторони правочину знаходяться в різних державах, — права місця проживання сторони, яка зробила пропозицію, якщо інше не встановлено договором.
2. Форма правочину щодо нерухомого майна визначається відповідно до права держави, у якій знаходиться це майно, а щодо нерухомого майна, право на яке зареєстроване на території України, — права України.
3. Зовнішньоекономічний договір, якщо хоча б однією стороною є громадянин України або юридична особа України, укладається в письмовій формі незалежно від місця його укладення, якщо інше не встановлено законом або міжнародним договором України.
+ Закон місця здійснення актів громадянського стану («lex loci celebrations») є абсолютною прив'язкою й ніколи не порушувалася. Регулює питання щодо форми укладання шлюбу, умови вступу у шлюб, дійсність укладеного шлюбу.
Ст. 56 ЗУ Про міжнародне приватне право від 23.06.2005 № 2709-IV
1. Форма і порядок укладення шлюбу в Україні між громадянином України та іноземцем або особою без громадянства, а також між іноземцями або особами без громадянства визначаються правом України.
+ Закон місця виконання зобов'язання («lex socisolution») — діє у Німеччині. Значення — питання про визначення місця здачі товару визначається за німецьким законодавством, місце здійснення платежу визначається за німецьким законом. Недоліки — відбувається так зване розщеплення колізійної прив'язки (зобов'язання кожної зі сторін визначається законодавством іншої держави);
Закон держави-продавця («Lex venditoris») — у випадку, коли відсутнє або не явно визначене волевиявлення сторін, зовнішньоторговельна угода, зазвичай, підпорядковується Закону держави-продавця. Угода підпорядковується внутрішньому праву держави, в якій створено, постійно мешкає продавець або є основним місцем діяльності на момент отримання ним замовлення або знаходиться підприємство продавця, що таке замовлення отримало; продавець у вузькому значенні, а у широкому — це сторона, яка здійснює виконання, які мають вирішальне значення для змісту договору.
Закон місця вчинення правопорушення («Lex loci delicti comissi») — статутні питання: — чи мало місце правопорушення у даній правовій системі; — наявність або відсутність шкоди; — підстави відповідальності за заподіяння шкоди й звільнення від неї (вина, невимовність, умисел, необережність); — можливість покладення відповідальності на особу, що не є заподіячем шкоди (страховик виплачує збитки); — обсяг та розмір відшкодування. Обмеження принцип найтіснішого зв'язку;
Ст. 49 ЗУ Про міжнародне приватне право від 23.06.2005 № 2709-IV
1. Права та обов'язки за зобов'язаннями, що виникають внаслідок завдання шкоди, визначаються правом держави, у якій мала місце дія або інша обставина, що стала підставою для вимоги про відшкодування шкоди.
2. Права та обов'язки за зобов'язаннями, що виникають внаслідок завдання шкоди за кордоном, якщо сторони мають місце проживання або місцезнаходження в одній державі, визначаються правом цієї держави.
3. Право іноземної держави не застосовується в Україні, якщо дія чи інша обставина, що стала підставою для вимоги про відшкодування шкоди, за законодавством України не є протиправною.
4. Сторони зобов'язання, що виникло внаслідок завдання шкоди, у будь-який час після його виникнення можуть обрати
Закон, за яким дане провадження найбільш тісно пов'язане («Lex causae») — приклад справа 50-х років: родина поїхала на уїк-енд з США до Канади разом із подругою дружини (пані Бебкокс). По дорозі вони зупинились на ланч. Чоловік випив пива. У процесі подальшої поїздки машина врізалась у стовп і постраждала пані Бебкокс. Вона звернулась у суд Нью-Йорку за відшкодування збитків. Цей суд повинен був відхилити справу й не розглядати її, але він її прийняв, обґрунтувавши це тим, що машина була зареєстрована в цьому штаті, люди жили в цьому штаті, вони виїхали з цього штату. В Нью-Йорку існує Закон «Про гостя у машині» й пані Бебкокс нічого не отримала. З цього почала ера «гнучкого» колізійного регулювання.
Закон суду («Lex fori») — є абсолютним. Це єдина колізійна прив'язка, яка регулює застосування процесуального законодавства судом при розгляді справи. Завжди застосовується процесуальним законодавством своєї держави. Зауваження: головним чином, але не виключно, цей принцип розповсюджується на процесуальні норми. Відомі випадки, коли дія цього принципу розповсюджувалась і на матеріальне право. Лише інколи суди дозволяють застосовувати особливі форми дії, але лише тоді, коли це не суперечить законодавству запитуваної держави (можливе за особливим зверненням). Визначається дефект автономії волі — коли воля сторін є нечітко вираженою. Не має статутних питань, це чисо процесуальна прив'язка.
Додаткові зауваження щодо колізійних прив'язок
Нетиповими (додатковими) колізійними прив'язками є:
• Закон прапора (lex flagi);
• Закон валюти боргу (lex monetaris) — Закон, якому підкоряється угода, одночасно примушує використовувати валюту цієї держави (валюта контракту й валюта боргу), ін.
• Закон валюти контракту, закон місця роботи (lex loci laboris).